# Karpatka

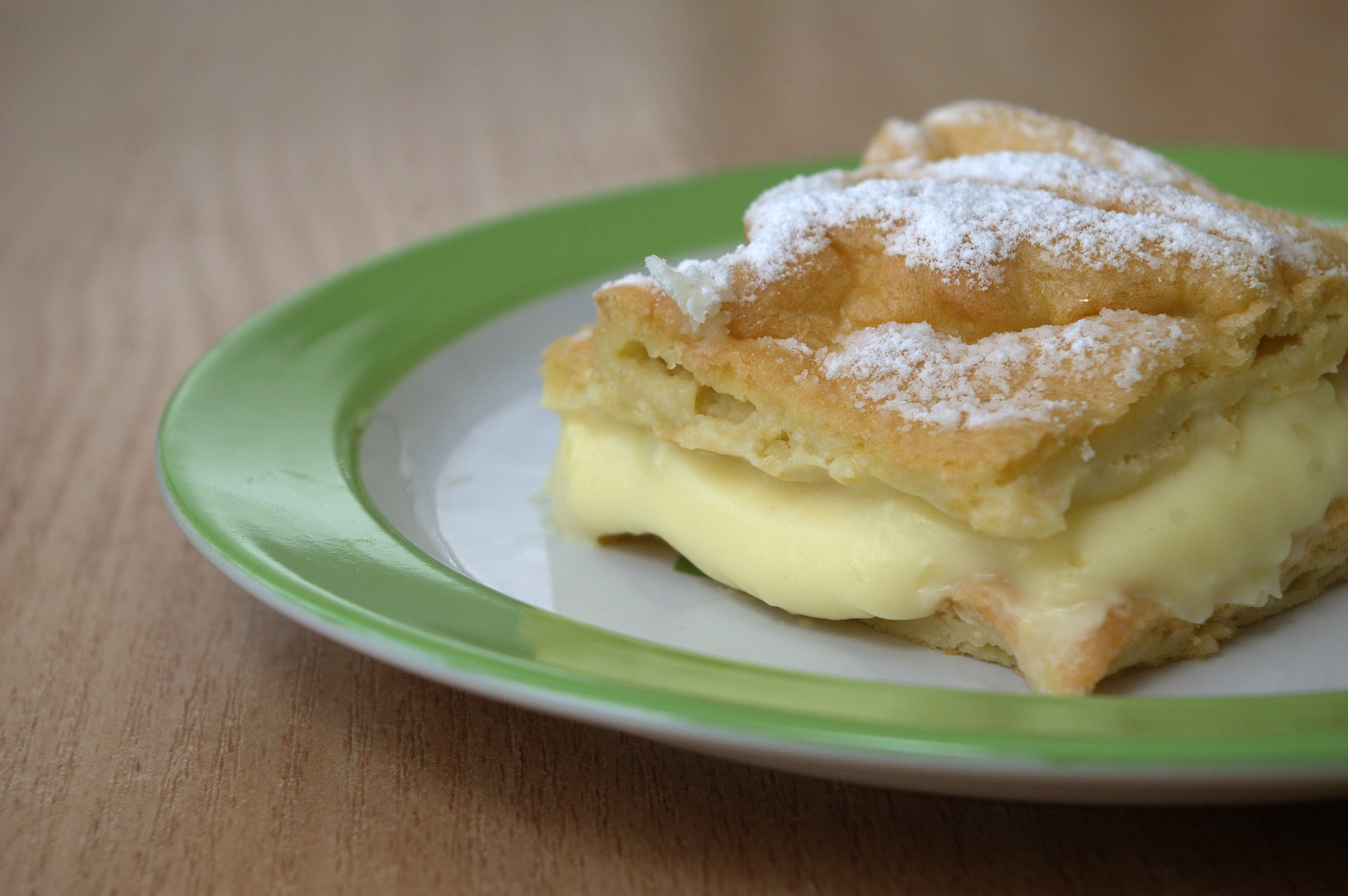
Karpatka na spodzie z ciasta parzonego

Karpatka – wyrób cukierniczy w postaci dwóch blatów ciasta przełożonych kremem russel, kremem półtłustym śmietankowym lub  np. gęstym, bezjajecznym budyniem wzbogaconym stopionym masłem. Według podręczników do gastronomii dolny blat przyrządza się z ciasta kruchego, a górny z ciasta parzonego. Podobnie definiują karpatkę słowniki języka polskiego. Jednakowoż popularne są – także wśród cukierników – karpatki na spodzie z ciasta parzonego.
Ciasto kruche rozsmarowuje się przed upieczeniem na grubość 4–6 mm. Ciasto to po upieczeniu jest płaskie – wyrób przyrządzony na takim spodzie wygląda estetyczniej i jest wygodniejszy w krojeniu niż karpatka na spodzie z ciasta parzonego. Blat z ciasta parzonego zyskuje podczas pieczenia pofałdowaną, nieregularną powierzchnię kojarzącą się z górami – stąd prawdopodobnie nazwa nawiązująca do Karpat.
Dolny blat (kruchy) smaruje się po upieczeniu marmoladą, potem grubą warstwą kremu i przykrywa górnym blatem. Następnie karpatkę kroi się na kwadratowe lub prostokątne kawałki uzyskując w ten sposób ciastka, które posypuje się cukrem pudrem.
Według badań językoznawcy Katarzyny Smyk, opublikowanych w 2016 roku w dwumiesięczniku Literatura ludowa w artykule pt. „Słodkie językoznawstwo: Karpatka we współczesnej polszczyźnie potocznej”, najwcześniejsza publikowana wzmianka o słowie „karpatka” znajduje się w skrypcie dla studentów filologii polskiej z 1972 roku. Zostało ono tam przywołane jako nazwa ciastek.
W handlu dostępne są gotowe półprodukty do wyrobu karpatki: proszek do przyrządzenia ciasta i kremu, a nawet sam krem instant w postaci proszku do ubicia mikserem na zimnym mleku. Pierwszy tego rodzaju produkt (krem w proszku wraz z ciastem) został wprowadzony na rynek w 1986 roku przez Kujawskie Zakłady Koncentratów Spożywczych we Włocławku – przekształcone w 1993 roku w Delecta SA. W 1995 roku „Karpatka” została znakiem towarowym zarejestrowanym w Urzędzie Patentowym Rzeczypospolitej Polskiej na rzecz Delecta SA, dla oznaczania kremów w proszku. W 1996 roku podobny produkt pod tą samą nazwą i w podobnej szacie graficznej wprowadziła na rynek firma Dr. Oetker. Wywołało to dwunastoletni spór sądowy zakończony w lutym 2011 na rzecz Delekty działającej wówczas pod nazwą Rieber Foods Polska SA.